# Otto Robert Frisch
Otto Robert Frisch (1 de octubre de 1904-22 de septiembre de 1979) fue un físico austríaco-británico. Con la colaboración de Rudolf Peierls, diseñó el primer mecanismo de detonación de una bomba atómica en 1940.

## Biografía
Judío nacido en Viena en 1904, era hijo de un pintor y una pianista. A pesar de tener talento para los dos oficios, heredó el amor por la física de su tía Lise Meitner. Fue a estudiar a la Universidad de Viena, graduándose en 1926, con un trabajo sobre los efectos del electrón (entonces recién descubierto) en las sales. Después de años trabajando en un laboratorio en Alemania, se trasladó a Hamburgo, bajo la tutela de Otto Stern, ganador del premio Nobel de física en 1943. Allí trabajó con la difracción de los átomos (usando superficies de cristal) y también probó que la importancia magnética del protón era mucho mayor que la que se había supuesto.
La subida al poder de Adolf Hitler a la cancillería alemana en 1933 hizo que Frisch decidiera irse a vivir a Londres, donde se integró en la plantilla del Birkbeck College y trabajó junto al físico Patrick Maynard Stuart Blackett en la tecnología de la cámara de Wilson o cámara de niebla y en la radioactividad artificial. Después de esto, siguió con una temporada en Copenhague con Niels Bohr, donde se especializó en la física nuclear, particularmente en la física del neutrón.
Durante las navidades de 1938, visitó a su tía Lise Meitner en Kungälv. Mientras Frisch se encontraba allí, Meitner recibió la noticia de que Otto Hahn y Fritz Strassmann habían descubierto que la colisión del neutrón con núcleos de uranio producía bario, como uno de sus resultados. Hahn no pudo explicar este resultado. Frisch y Meitner supusieron que los núcleos de uranio se habían dividido en dos, explicando el proceso (en términos de excesiva carga eléctrica), estimando la energía liberada, acuñando el término "fisión" para describirlo, y teorizando sobre el potencial de una reacción en cadena. Frisch volvió a Copenhague, donde rápidamente fue capaz de aislar los restos producidos por la reacciones de fisión.
En el verano de 1939 Frisch abandonó Dinamarca para lo que él creía un corto viaje a Birmingham, pero el comienzo de la Segunda Guerra Mundial descartó su regreso. Trabajando con el físico Rudolf Peierls, presentaron el Frisch-Peierls memorándum, el primer documento para presentar el proceso que podría generar una explosión atómica, usando Uranio-235, que, con una masa crítica pequeña, podría alcanzar una detonación inmensamente poderosa. El memorándum predijo los efectos de dicha explosión: desde la explosión inicial hasta la lluvia radioactiva.
Ese memorándum fue la base para el desarrollo por parte de los británicos de un artefacto atómico (el proyecto "Tube Alloys", programa nuclear del Reino Unido de la Segunda Guerra Mundial) y también del Proyecto Manhattan, en el que Frisch trabajó como parte de la delegación británica. Frisch se fue a los Estados Unidos en 1943, después de obtener de forma acelerada la ciudadanía británica. En 1946 regresó a Inglaterra para hacerse cargo del puesto de jefe de la división de física nuclear de la "Atomic Energy Research Establishment" ("Establecimiento de Investigación de la Energía Atómica") en Harwell, aunque durante los siguientes treinta años enseñó en Cambridge.
Dejó la cátedra en 1972 para concentrarse en sus libros y sus asuntos. Murió en 1979.